# (1351) Uzbekistania
(1351) Uzbekistania es un asteroide perteneciente al cinturón de asteroides descubierto el 5 de octubre de 1934 por Grigori Nikoláievich Neúimin desde el observatorio de Simeiz en Crimea.
Está nombrado por Uzbekistán, antigua república socialista soviética.